# Oreochloa
Oreochloa is een geslacht uit de grassenfamilie (Poaceae). De soorten van dit geslacht komen voor in delen van Europa.

## Soorten
Van het geslacht zijn de volgende soorten bekend: 
- Oreochloa blanka
- Oreochloa confusa
- Oreochloa disticha
- Oreochloa elegans
- Oreochloa pedemontana
- Oreochloa seslerioides